# Soleminis
Soleminis (topónimo en lengua sarda, escrito a menudo también con el acento: Solèminis) es un municipio de Italia de 1.587 habitantes en la provincia de Cerdeña del Sur, región de Cerdeña. Está situado a 15 km al noreste de Cagliari.
Ubicado en una zona montañosa de la subregión del Campidano, el territorio estuvo habitado ya desde la antigüedad. La economía se basa en la agricultura y la ganadería. Destaca la iglesia parroquial de San Giacomo.

## Evolución demográfica
| Gráfica de evolución demográfica de Soleminis entre 1861 y 2001 |
|                                                                 |
| Fuente ISTAT - Elaboración gráfica de Wikipedia                 |